# Лебединська волость (Чигиринський повіт)
Лебединська волость — адміністративно-територіальна одиниця Чигиринського повіту Київської губернії з центром у селі Лебедин.
Станом на 1886 рік складалася з єдиного поселення та єдиної сільської громади. Населення — 5900 осіб (2823 чоловічої статі та 3077 — жіночої), 923 дворових господарства.
|                     | Площа, десятин | У тому числі орної, дес. |
| ------------------- | -------------- | ------------------------ |
| Сільських громад    | 3218           | 2339                     |
| Приватної власності | 4400           | 2300                     |
| Іншої власності     | 170            | 81                       |
| Загалом             | 7788           | 4720                     |

Єдине поселення волості:
- Лебедин — колишнє власницьке село за 100 верст від повітового міста, 4100 осіб, 923 двори, 2 православні церкви, училище, 2 школи, 9 постоялих будинків, 14 лавок, базари по неділях, 34 вітряних і 2 кінних млини, цегельний завод.За 2 версти — бурякоцукровий завод. За 3 версти — винокурний завод.

Старшинами волості були:
- 1909—1912 роках — Костянтин Олександрович Присяжний[2],[3],[4];
- 1913—1915 роках — Володимир Якович Герасименко[5],[6];